# Cuscuta stenocalycina
Cuscuta stenocalycina är en vindeväxtart som beskrevs av Ivan Vladimirovitj Palibin. Cuscuta stenocalycina ingår i släktet snärjor, och familjen vindeväxter. Inga underarter finns listade i Catalogue of Life.